# Manggungsari (Rajapolah)
Manggungsari is een bestuurslaag in het regentschap Tasikmalaya van de provincie West-Java, Indonesië. Manggungsari telt 4788 inwoners (volkstelling 2010).